# Сент Винсент Колиџ (Пенсилванија)
Сент Винсент Колиџ (енгл. St. Vincent College) насељено је место без административног статуса у америчкој савезној држави Пенсилванија.

## Демографија
По попису из 2010. године број становника је 1.357.
| Група             | 2000.    | 2010.         |
| Белци             | 0 (0,0%) | 1.210 (89,2%) |
| Афроамериканци    | 0 (0,0%) | 73 (5,4%)     |
| Азијати           | 0 (0,0%) | 13 (1,0%)     |
| Хиспаноамериканци | 0 (0,0%) | 41 (3,0%)     |
| Укупно            | 0        | 1.357         |